# Johannes Strassmann
Johannes Strassmann (* 3. Januar 1985 in Bonn; † 21. Juni 2014 in Ljubljana, Slowenien) war ein professioneller deutscher Pokerspieler und zählte zu den erfolgreichsten europäischen Live- und Onlinepokerspielern. Er war Coach von Pokerweltmeister Pius Heinz und bereitete ihn 2011 im Bereich Fitness und mentale Stärke auf den Finaltisch des Main Events der WSOP vor. Im Jahr 2010 gründete Strassmann gemeinsam mit Markus Golser die Onlinepokerschule CardCoaches.com und war bis Juli 2012 daran beteiligt.

## Persönliches
Strassmann wuchs als Sohn des Übersetzers Ralph Noble und der Ärztin Dorothea Strassmann in Bonn auf. Er besuchte von 1997 bis zu seinem Abschluss der 10. Klasse 2001 das Landerziehungsheim der Odenwaldschule und erlangte 2005 in Bonn die allgemeine Hochschulreife. Seine angestrebte Karriere als Offizier bei der Bundeswehr brach Strassmann Ende des Jahres 2006 ab. Ähnlich wie Bertrand Grospellier oder Iain Girdwood fand Strassmann den Zugang zum Onlinepoker über das professionelle Spielen des PC-Strategiespiels Starcraft. Strassmann war im zeitweise erfolgreichsten deutschen StarCraft-Clan Templars of Twilight als ToT)Psier( aktiv. Den Namen Psier verwendete Strassmann auch zu Beginn seiner Pokerkarriere, bis er in das PokerStars Team Pro aufgenommen wurde und fortan seinen Echtnamen verwendete. Der Name leitet sich von den Psi-Fähigkeiten der StarCraft Rasse Protoss ab. Anfang 2007 zog er nach Wien und startete seine Karriere als professioneller Pokerspieler.
Strassmann betrieb in seiner Freizeit Basketball und Golf sowie Kraft-, Ausdauer- und Kampfsportarten.
Er lebte in Wien und engagierte sich in der Wohltätigkeitsorganisation „All In 4 Kids“, der er einen Teil seiner Turniergewinne spendete, zum Beispiel um Kindern in Kambodscha den regelmäßigen Besuch einer Schule zu ermöglichen.
Seit dem späten Abend des 21. Juni 2014 wurde Strassmann im slowenischen Ljubljana vermisst. Am 28. Juni 2014 wurde bekanntgegeben, dass es sich bei einem am Vortag in der Nähe seines letzten Aufenthaltsortes im Fluss Ljubljanica gefundenen Toten um den 29-jährigen Strassmann handelt. Im Rahmen einer Obduktion wurde als Todesursache Ertrinken festgestellt. Am 16. Juli 2014 teilte die Sprecherin der Polizei von Ljubljana mit, dass in der Leiche Strassmanns Inhaltsstoffe verbotener Substanzen nachgewiesen wurden.

## Poker

### Werdegang
Erste Erfahrungen sammelte er online mit der Pokervariante Limit Hold’em. Mithilfe von Pokerlehrbüchern und der Analyse seiner Spielzüge (Hände) verbesserte Strassmann schnell seine Fähigkeiten. Zuletzt spielte er hauptsächlich an Shorthanded-No-Limit-Hold’em-Tischen auf den Limits 10/20 $, 25/50 $ sowie 100/200 $. Bereits vor Beginn seiner Livepokerkarriere gewann er bei No-Limit-Hold’em-Heads-up-Partien mehr als 100.000 US-Dollar. Seit dem Jahr 2007 spielte Strassmann auch verstärkt Liveturniere. Auch der ehemalige Tennisspieler Boris Becker ließ sich regelmäßig von Strassmann coachen.
Seit 2007 erreichte Strassmann sowohl bei nationalen als auch internationalen Pokerturnieren 19 Geldplatzierungen und erzielte dabei Preisgelder in Höhe von mehr als 1,5 Millionen US-Dollar. Neben sieben Cashes bei der World Series of Poker im Rio All-Suite Hotel and Casino am Las Vegas Strip erreichte er beim Main Event der European Poker Tour (EPT) zehn Preisgeld-Platzierungen. Strassmann erreichte dreimal den Finaltisch des EPT-Main-Events: Im Jahr 2008 belegte er den sechsten Platz mit 152.000 Euro Preisgeld bei der EPT Dortmund und wurde bei der EPT London Siebter, was ihm umgerechnet rund 220.000 US-Dollar einbrachte. Anfang 2010 erzielte er einen dritten Platz beim EPT Snowfest in Österreich, bei der er 166.000 Euro gewann. Sein höchstes Preisgeld von umgerechnet über 360.000 US-Dollar sicherte er sich im Oktober 2013 für seinen fünften Rang beim EPT Super High Roller in London. Bei der EPT lag Strassmann im All-Time-Ranking 2010 auf Platz 3 und war damit der erfolgreichste deutsche EPT-Spieler. Er nahm mehrere Male beim deutschen Cashgame-TV-Format German High Roller teil, bei dem er zusammen mit anderen deutschen Pokerspielern wie Michael Keiner oder Dragan Galic um große Pots spielte.
Die Onlinepoker-Plattform PokerStars schloss mit ihm im ersten Jahr seiner Profilaufbahn einen Sponsoringvertrag ab und nahm ihn in das Team PokerStars Pro auf, dessen Mitglied er bis zu seinem Tod war. Auf PokerStars spielte Strassmann unter dem Nickname J. Strassmann.

### Turnierergebnisse
Im Folgenden eine detaillierte Auflistung der Pokerturniere, bei denen Strassmann Preisgeldplätze belegte:
| Datum         | Ort           | Turnier                                                     | Turnierserie                      | Platz  | Preisgeld (in $) |
| ------------- | ------------- | ----------------------------------------------------------- | --------------------------------- | ------ | ---------------- |
| 28. März 2007 | Monaco        | € 10.000 EPT Grand Final – No Limit Hold’em EPT Grand Final | European Poker Tour               | 23     | 0.044.253        |
| 6. Juni 2007  | Paradise      | $ 2000 No Limit Hold’em                                     | World Series of Poker 2007        | 25     | 0.016.585        |
| 12. Juni 2007 | Paradise      | $ 1500 No Limit Hold’em – Shootout                          | World Series of Poker 2007        | 64     | 0.00.6757        |
| 10. Dez. 2007 | Prag          | € 4700 EPT Prague – No Limit Hold’em                        | European Poker Tour               | 09     | 0.057.439        |
| 29. Jan. 2008 | Dortmund      | € 7700 EPT German Open – No Limit Hold’em                   | European Poker Tour               | 06     | 0.223.077        |
| 1. Apr. 2008  | Sanremo       | € 4700 EPT Sanremo – No Limit Hold’em                       | European Poker Tour               | 09     | 0.073.147        |
| 3. Mai 2008   | International | $ 8200 No Limit Hold’em                                     | PartyPoker.com Million VI         | 07     | 0.047.770        |
| 31. Mai 2008  | Paradise      | $ 1500 No Limit Hold’em                                     | World Series of Poker 2008        | 59     | 0.011.262        |
| 18. Juni 2008 | Paradise      | $ 1500 Pot Limit Omaha                                      | World Series of Poker 2008        | 22     | 0.019.257        |
| 1. Okt. 2008  | London        | £ 5200 Main Event – No Limit Hold’em                        | European Poker Championships 2008 | 07     | 0.221.056        |
| 28. Apr. 2009 | Monaco        | € 10.000 EPT Grand Final – No Limit Hold’em                 | European Poker Tour               | 14     | 0.101.244        |
| 8. Juni 2009  | Paradise      | $ 2500 No Limit Hold’em – Six Handed                        | World Series of Poker 2009        | 83     | 0.00.4863        |
| 17. Nov. 2009 | Vilamoura     | € 5000 No Limit Hold’em – Main Event                        | European Poker Tour               | 46     | 0.011.402        |
| 2. März 2010  | Berlin        | € 5000 EPT Germany – Main Event                             | European Poker Tour               | 23     | 0.031.876        |
| 21. März 2010 | Hinterglemm   | € 3500 No Limit Hold’em – Main Event                        | European Poker Tour               | 03     | 0.225.082        |
| 12. Okt. 2010 | Baden         | € 4000 Poker EM – No Limit Hold’em                          | Poker-Europameisterschaft         | 16     | 0.00.8934        |
| 5. Juni 2013  | Paradise      | $ 1500 Pot Limit Hold’em                                    | World Series of Poker 2013        | 32     | 0.00.4189        |
| 5. Juli 2013  | Paradise      | $ 10.000 Pot Limit Omaha                                    | World Series of Poker 2013        | 11     | 0.052.611        |
| 4. Okt. 2013  | London        | £ 48.500 + 1500 No Limit Hold’em – Super High Roller        | European Poker Tour               | 05     | 0.363.842        |
| 26. Apr. 2014 | Monaco        | € 10.000 + 600 No Limit Hold’em – Main Event                | European Poker Tour               | 50     | 0.033.757        |
| gesamt        | gesamt        | gesamt                                                      | gesamt                            | gesamt | 1.558.401        |

### CardCoaches
Zusammen mit Markus Golser gründete Strassmann die Onlinepokerschule CardCoaches.com, die am 2. Februar 2012 mit einer Betaversion der Seite online ging. Auf CardCoaches.com haben sich neben Strassmann und Golser weitere bekannte deutschsprachige Pokerspieler wie Dominik Nitsche mit dem Ziel zusammengetan, Anfänger kostenlos zu schulen und sie zu erfolgreichen Pokerspielern auszubilden. Ab Juli 2012 war Strassmann an CardCoaches nicht mehr beteiligt.